# Ede Király
Ede Király (ur. 22 lutego 1926 w Budapeszcie, zm. 10 sierpnia 2009 w Peterborough) – węgierski łyżwiarz figurowy startujący w jeździe indywidualnej i konkurencji par sportowych, wicemistrz olimpijski, pięciokrotny medalista mistrzostw świata, czterokrotny medalista mistrzostw Europy, jedenastokrotny mistrz Węgier; trener łyżwiarstwa figurowego.

## Życiorys

### Kariera sportowa
Na arenie krajowej i międzynarodowej występował w jeździe indywidualnej i w rywalizacji par sportowych. Jego partnerką w zawodach par była Andrea Kékesy.
W styczniu 1948 roku para Kékesy-Király zdobyła złoty medal na mistrzostwach Europy w Pradze. W jeździe indywidualnej Király był czwarty. W lutym tego samego roku para zdobyła srebrny medal olimpijski w konkursie par sportowych na igrzyskach w Sankt Moritz. Był to pierwszy w historii srebrny medal olimpijski zdobyty dla Węgier w zimowych edycjach imprezy. W konkurencji solistów Király zajął piąte miejsce.
Kilka dni po igrzyskach w Sankt Moritz para Kékesy-Király zdobyła srebrny medal na mistrzostwach świata w Davos. Király został również brązowym medalistą w jeździe indywidualnej.
W styczniu 1949 roku Kékesy i Király zostali mistrzami Europy w konkurencji par sportowych na mistrzostwach w Mediolanie. W jeździe indywidualnej Király zdobył wicemistrzostwo kontynentu, przegrywając z Edim Radą. Para zdobyła również złoty medal również na rozegranych w lutym mistrzostwach świata w Paryżu. Kékesy i Király stali się w ten sposób drugą w historii węgierską parą sportową z tytułem mistrzów świata, wcześniej w konkurencji tej czterokrotnie (1931, 1933, 1934, 1935) triumfowali Emília Rotter i László Szollás. Indywidualnie Király został wicemistrzem świata, ulegając jedynie Dickowi Buttonowi.
Po zakończeniu kariery sportowej przez Kékesy w 1949 roku Király jeszcze przez rok startował w jeździe indywidualnej. W styczniu 1950 roku zdobył złoty medal na mistrzostwach Europy w Oslo, a w marcu tego roku srebrny medal na mistrzostwach świata w Londynie. W walce o tytuł mistrza globu ponownie przegrał z Dickiem Buttonem. 
Para Kékesy-Király czterokrotnie zwyciężyła w mistrzostwach Węgier, zdobywając tytuły w latach 1944, 1947, 1948 i 1949. Sam Király został ponadto siedmiokrotnie mistrzem kraju w jeździe indywidualnej w latach 1941, 1944, 1946, 1947, 1948, 1949 i 1950. 

### Życie prywatne
Dzieciństwo spędził w Budapeszcie. Mieszkał w pobliżu parku miejskiego Városliget, na rogu ulic Dózsa György i Elemér.
W 1944 roku ukończył Szent István Gimnázium w Budapeszcie. W 1950 roku ukończył studia na Uniwersytecie Techniczno-Ekonomicznym w Budapeszcie, uzyskując tytuł inżyniera. Po mistrzostwach świata w 1950 roku Király pozostał w Londynie, nie powrócił do ojczyzny – komunistycznych Węgier. Przeprowadził się do Kanady, gdzie spędził resztę życia. Pracował jako trener łyżwiarstwa figurowego w klubie łyżwiarskim w Oshawie, w którym trenował m.in. Donalda Jacksona, późniejszego brązowego medalistę olimpijskiego i trzykrotnego medalistę mistrzostw świata. Był też członkiem Association of Professional Engineers of Ontario.